# Hilton Ruiz

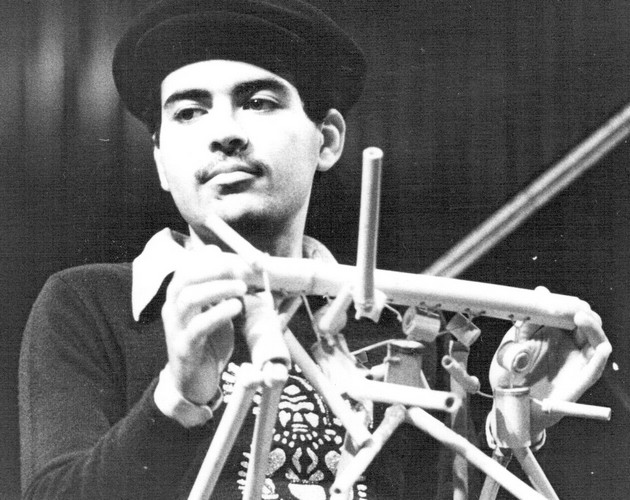
Hilton Ruiz, 1976

Hilton Ruiz (* 29. Mai 1952 in New York City; † 6. Juni 2006 in New Orleans) war ein US-amerikanischer Jazz-Pianist und Komponist. Er integrierte afrokubanische Elemente in den Creative Jazz.

## Leben und Wirken
Ruiz stammt aus einer puerto-ricanischen Familie und  hatte schon früh Klavierunterricht. Bereits  mit acht Jahren gab er ein Solokonzert in der
New Yorker Carnegie Recital Hall. Erst später begann er sich mit populärer Latin Music zu befassen und spielte zunächst ab dem dreizehnten Lebensjahr in Salsa-Bands. Ab 1971 erhielt er kostenlosen Unterricht von Mary Lou Williams, die ihn mit dem Jazzpiano und dessen Geschichte vertraut machte. Er spielte dann mit Cal Massey, Freddie Hubbard, Joe Henderson und Frank Foster. Bereits 1973  arbeitete er für Clark Terry, Jackie McLean, Charles Mingus und immer wieder bei Rahsaan Roland Kirk. Weiterhin spielte er mit Betty Carter, Archie Shepp, Chico Freeman, Marion Brown, Dizzy Gillespie und Don Cherry. Ab 1993 arbeitete er wieder mit Tito Puente zusammen.
Bereits auf seinem Album Piano Man (1975) zeigte er schlüssig, wie die Latin-Spielart in einen neuen integrierten
Klavierjazz eingehen kann. Zahlreiche weitere Alben folgten.
Seine Komposition "Something Grand" gehörte zum Soundtrack des Films American Beauty. Als Dozent arbeitete er für unterschiedliche Institutionen und verfasste auch Lehrwerke.
Hilton Ruiz starb an den Folgen eines Sturzes im Mai 2006.

## Diskografie
- Piano Man (1975, mit Buster Williams und Billy Higgins)
- New York Hilton (SteepleChase, 1978), mit Hakim Jami, Steve Solder
- Manhattan Mambo (1992, mit Papo Vázquez und David Sánchez)
- Excitation (1993)
- Hands on Percussion (1994)
- Island Eyes (1997)
- Enchantment (2003)

## Lexigraphische Einträge
- Leonard Feather, Ira Gitler: The Biographical Encyclopedia of Jazz. Oxford University Press, New York 1999, ISBN 0-19-532000-X.
- Martin Kunzler: Jazz-Lexikon. Band 2: M–Z (= rororo-Sachbuch. Bd. 16513). 2. Auflage. Rowohlt, Reinbek bei Hamburg 2004, ISBN 3-499-16513-9.